# Museo ferroviario piemontese
Il Museo ferroviario piemontese si trova a Savigliano, in provincia di Cuneo, ed è un Museo della Regione Piemonte.
Il museo è gestito dall'Associazione museo ferroviario piemontese, nata con la legge regionale n. 45 del 26 luglio 1978, su iniziativa e proposta del GATT (Gruppo amici del treno Torino).

## Storia

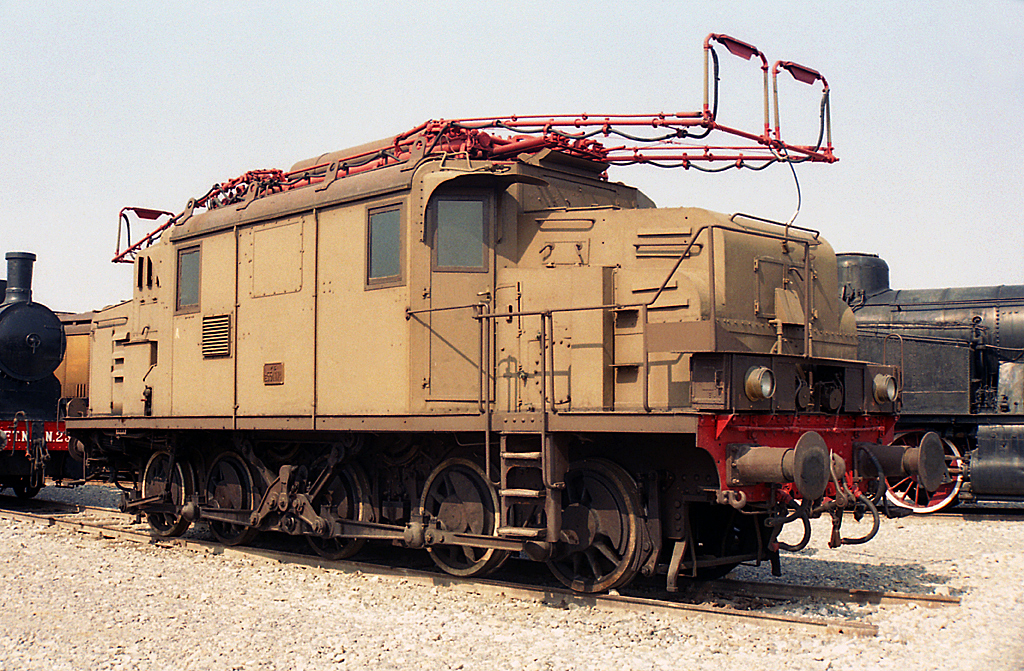
La E.554.174 trifase monumentata nel museo, nel 2003

Il museo ha lo scopo di reperire, conservare e, quando possibile, restaurare funzionalmente il materiale ferroviario di interesse per la cultura locale, con particolare riferimento ai rotabili ed ai sistemi di trazione che hanno caratterizzato la storia dei mezzi di comunicazione del Piemonte, con specifico riguardo per le linee ferroviarie in concessione e per la trazione trifase.
Nei primi anni di funzionamento, cioè dal 1980 al 1985, venne concesso dalla SATTI (Società per Azioni Torinese Trasporti Intercomunali) il piazzale della stazione di Rivarolo Canavese per iniziare a ricoverare i mezzi che nel frattempo venivano preservati dalla demolizione.
Dal 1985 al 2000 venne stipulata una convenzione tra il Museo e la SATTI che stabilì l'utilizzo di una parte delle officine e del piazzale della stazione di Torino Porta Milano per ripristinare e restaurare le locomotive.
In quegli anni vennero acquisite locomotive, di cui alcune attive e funzionanti, delle Ferrovie dello Stato, appartenenti ai gruppi:
- n. 2 unità a vapore gruppo FS 422
- n. 2 unità a vapore gruppo FS 640
- n. 2 unità a vapore gruppo FS 880

Alla fine degli anni novanta venne offerto dal comune di Savigliano il terreno per poter ospitare l'area espositiva del Museo Ferroviario, in quanto negli anni il numero di locomotive, di carrozze passeggeri e di vagoni merci si era ampliato notevolmente, rendendo insufficiente l'area torinese.
Nel 1996, con legge regionale n. 56, votata all'unanimità, venne approvato lo stanziamento di fondi per costruire il fabbricato che avrebbe ospitato i cimeli, la biblioteca e tutto il materiale nel frattempo ottenuto con donazioni ed acquisti.
Inoltre venne realizzata una prima parte delle tettoie che avrebbero ospitato i mezzi ed installata la piattaforma girevole del 1910, funzionante ad aria compressa, per la giratura e lo smistamento dei rotabili sui binari afferenti alla stessa.
La sede di Savigliano venne inaugurata l'8 dicembre 2001 e dedicata a tre grandi ingegneri ferroviari dello stato piemontese: Germain Sommeiller, Sebastiano Grandis e Severino Grattoni, attivi nell'Ottocento.
Il logo scelto rappresenta la locomotiva dell'ing. Filiberto Frescot, capo dell'ufficio progetti della SFAI Società per le Ferrovie dell'Alta Italia, che nel 1884 fece costruire nelle officine di Torino una locomotiva innovativa, la prima con rodiggio 2.3.0, potenza di 650 cavalli e velocità massima di 80 km/h. Numerata 1181, fu dedicata a Vittorio Emanuele II e costruita poi in 54 esemplari; immatricolazione nelle Ferrovie dello Stato gr. 650.
Dal 5 marzo 2022, il Museo è ufficialmente convenzionato con la Fondazione FS Italiane.
In  settembre 2024 hanno realizzato il  primo Ferrociclo alla norma UNI a scartamento ridotto per la Sardegna durante il festival Itaca 

## Esposizione rotabili
| Locomotiva a vapore FS 422.009                                                                                | 1911 |
| Locomotiva elettrica FS E.626.150                                                                             |      |
| Locomotiva Diesel V36 ex Italcementi                                                                          |      |
| Locomotiva a vapore FS 640.122                                                                                | 1910 |
| Locomotiva elettrica FS E.428.131                                                                             |      |
| Locomotiva Diesel FS D.461.1001                                                                               | 1961 |
| Locomotiva a vapore FS 880.045                                                                                | 1922 |
| Locomotiva elettrica FS E.431.027                                                                             | 1924 |
| Locomotiva Diesel FS D.341.XXX                                                                                |      |
| Locomotiva a vapore FS 895.159                                                                                | 1914 |
| Locomotiva elettrica FS E.554.174 (distaccata. Esposta all'ingresso delle officine Bombardier di Vado Ligure) | 1930 |
| Locomotiva Diesel FS D.342.4004                                                                               |      |
| Locomotiva a vapore FS 940.030 ora esposta alle OGR Torino                                                    | 1922 |
| Locomotiva elettrica FS E.432.031                                                                             | 1928 |
| Locomotore Diesel Badoni tipo IV                                                                              |      |
| Locomotiva a vapore FS 735.155                                                                                |      |
| Locomotiva a vapore FS 981.001                                                                                | 1922 |
| Elettromotrice FNM EB.700-02                                                                                  |      |
| Locomotore Diesel Badoni tipo VII                                                                             |      |
| Locomotiva a vapore FS 835.240                                                                                |      |
| Elettromotrice FS ALe 781.001                                                                                 |      |
| Locomotiva a vapore FS 736.083                                                                                | 1943 |
| Automotrice FBN ALn 776.1001                                                                                  | 1939 |
| Locomotiva a vapore FS 740.282                                                                                | 1918 |
| Spartineve Vnx.806.221 ex FS E.550                                                                            |      |
| Automotrice FS ALn 772.1033                                                                                   | 1940 |
| Locomotiva a vapore FS 625.164                                                                                | 1922 |
| Carro gru manuale FTC 1860                                                                                    |      |
| Automotrice FSF ALn 56.136                                                                                    |      |
| Locomotiva a vapore FTN n. 23                                                                                 | 1937 |
| Carro pianale sponde basse 1873                                                                               |      |
| Locomotiva a vapore FVS n. 1                                                                                  |      |
| Carro SFT cassa in legno 1865                                                                                 |      |
| Locomotiva a vapore Saint Leonard                                                                             |      |
| Carro Vud ex FIc trasformato 1937                                                                             |      |
| Locomotiva a vapore FS 880.008                                                                                | 1915 |